# 张仁奎
张仁奎（1865年1月—1944年12月），名锦湖，字仁奎，谱名镜湖，山东省山亭人。近代中国上海租界青帮元魁，大字辈。中华民国陸軍上将，并获北洋政府加封为杰威将军。辛亥革命后，张锦湖出任江浙联军“前敌总指挥”击败张勋辫子军光复南京，迎接孙中山就任临时大总统。1931年成立仁社，蒋介石、黄金荣、杜月笙、韩复榘、钱新之、陈光甫等三万多人拜其为师，有民国教父和帮会元魁之称。

## 生平

### 早年岁月（1865-1892）
1865年农历11月25日，张仁奎生于山东省滕县山亭社沈庄村，名锦湖，字仁奎。张家祖上于明朝初年自山西洪洞县迁居山东滕县城头乡东荒沟村，张仁奎的高祖张廷献迁居滕县山亭乡张山湾村。张家世代务农。张仁奎的父亲叫张海兰，张仁奎在弟兄三人中排行老大。因为其幼年家境贫寒，张仁奎自幼为人放牛，稍长便到离家八九里地的山亭乡沈庄村的沈姓地主家当长工，放牛之余便到表叔沈然青家学习武术，青年时常使用一把大铡刀，可力敌数十人，人称“张大铡刀”。
1889年5月，张仁奎报名参加滕县科考武举，中得头名，此后在家乡设馆教徒，同时率众打击劫匪，以至多年后山亭盗贼几乎绝迹。此时，张仁奎加入当时华北最大的帮派青帮，此时帮派的帮主名为马风山，济宁人，曾于八国联军之役中护送慈禧太后和光绪皇帝逃往陕西西安。张仁奎加入帮会后，常有同门师兄弟与其比试武功，但均以对方落败收场，其中便包括日后成为孙中山保镖、号称“关东大侠”的杜心五。

### 青年及中年时期（1892-1912）
1892年2月某夜，张仁奎步行至台儿庄，后在大运河船上当装卸帮手，随船南下。在苏北，张仁奎投徐宝山部军队，并由小队长升为中队长，不久又任巡防营管带。并加入青帮，拜青帮礼字辈沈淦（人称“沈二太爷”）为师。徐宝山是长江中下游盐枭，跨青帮和红帮，于1900年6月被两江总督刘坤一招安，统带由其手下盐枭、帮会弟兄编成的新胜缉私营，并且兼任虎字陆营管带，两部队均驻扬州十二圩沿江地区。
1906年，徐宝山部清军被编入新军，同年冬，张仁奎秘密加入中国同盟会，并在新军中宣传革命思想。1911年辛亥革命爆发后，驻江苏镇江的清军巡防营统领徐宝山率部赴扬州，捕杀已经在扬州起义的孙天生，自任扬州军政分府军政长兼民军军长，其民军多由其青帮徒众组成。张仁奎成为徐宝山军队中的要人。徐宝山军实际仅一个师，外加护军一营，共21个营。最高将领为两位旅长张仁奎、方甦。这21个营中，和张仁奎有联系的有18个营，均为青帮人士；和方甦有联系的有3个营。江浙联军会攻南京时，江浙联军总司令部“电商扬州军政分府徐宝山，统帅所部即日进攻浦口，以分敌势。”1911年，张仁奎前往葡属澳门晋谒孙中山，与其彻夜长谈，随后携孙中山手谕北归筹划新军起义。1911年11月7日，在镇江策动清军缉私营起义成功，参与成立镇江军政府。12月2日，被革命党游说后立场转为反清的徐宝山派由许绍桢和张仁奎领导的江浙联军作为主力，在柏文蔚的支援下攻占浦口，并于津浦路葛塘集地区截击了撤退的张勋，迫使张勋逃入徐州固守。经此一役，张勋部一万两千余人仅剩三千残部。此后，遵照孙中山的北伐命令，张仁奎部赴宿迁、窑湾进攻张勋部，战役结束后负责将入主南京担任中华民国临时大总统的孙中山的安全，其徒弟杜心五亦担任孙中山的保镖。中华民国成立后，获任命为国民革命军第七十七混成旅旅长，晋授陆军中将，镇守扬州。

### 中华民国初期（1912-1916）
袁世凯任大总统后，徐宝山率部投靠袁世凯。1913年宋教仁遇刺案发生，袁世凯策划进攻南方军队时，计划“徐宝山所部（约步一师）为扰乱宁苏内部之牵制队。”1913年5月，徐宝山被革命党人炸死。张仁奎企图继承徐宝山的地位，但未成。徐宝山的弟弟徐宝珍继任扬州第二军军长。1913年5月30日，该军改编为江苏陆军第四师，师长徐宝珍，张仁奎任该师第二十四旅旅长。1913年7月二次革命爆发后，张仁奎随徐宝珍的江苏陆军第四师参与镇压江苏的讨袁军。因镇压期间损失兵力较大，1913年11月，苏皖宣抚使冯国璋奉令裁撤扬州徐宝珍的江苏陆军第四师，改编为第七十五、七十六混成旅，张仁奎任第七十六混成旅旅长。
1914年2月，革命党人同洪门九龙会策划在苏皖组织反袁起事。柏文蔚和江北讨袁总司令沙绍卿派孙锡五赴扬州发动瓜州、六合、天长等地的会党同时起事。但张仁奎早派密探宋锦荣等人打入九龙会，获知了起义消息。革命党人起事时，迅速被张仁奎部驻军捕获，起事失败。1914年7月，张仁奎人等随江苏都督冯国璋赴北京觐见大总统袁世凯，正式归入北洋系。
1916年4月6日，驻江阴的第七十五混成旅在尤民等革命党人的策动之下宣布独立，但迅速失败，第七十五混成旅由此消灭。张仁奎部乃成为原徐宝山势力的惟一残余。1915年袁世凯称帝，同年12月3日，张仁奎等将领共70多人被封为三等男爵，又加授轻车都尉世职（后来，1916年北京政府宣布恢复《中华民国临时约法》当天，袁世凯政府颁布的《爵位条例》等即行废止）。

### 北洋政府时期（1916-1925）
袁世凯逝世后，江苏成为直系势力范围，张仁奎乃成直系成员。1917年8月14日，由于通海镇守使管云臣被调离，张仁奎奉命率第七十六混成旅驻南通，并且兼署通海镇守使，1918年2月实授，此前亦代理两淮盐运使，兼理长江水运。张仁奎在南通驻扎十年，同原中华民国政府实业部长张謇关系密切，张仁奎曾亲自参与张謇“棉铁政策”的制定，并以通海镇守使的名义下令在通海地区实施，这一举措使得通海地区经济日趋繁荣稳定。此外，张謇的恩师，同为滕县人的高熙喆也曾促进张仁奎同张謇的关系。1923年11月14日，张仁奎获授将军府杰威将军。
1918年秋，张仁奎和苏军将领共同附合直系吴佩孚，反对皖系段祺瑞的“武力统一”，反对安福国会选出的徐世昌就任大总统。直皖战争期间，张仁奎支持吴佩孚同皖系战斗。1924年9月江浙战争爆发，张仁奎的第七十六混成旅被江苏督军齐燮元编入第一路作战序列，奉命沿沪宁铁路自昆山经黄渡、南翔进攻上海。在南翔、黄渡，张仁奎部同浙军战斗胶着，后来营长赵子超（赵丹之父）率部增援，终于击退浙军。1924年10月13日，浙军卢永祥通电下野。战争结束后，张仁奎率部返回江北。
第二次直奉战争之后，段祺瑞任命卢永祥宣抚苏皖并率奉军进入江苏。张仁奎等苏军将领通电反对段祺瑞另派大员入江苏，拥江苏省长韩国钧督办江苏军务善后事宜。但奉军仍不断进入江苏。1924年12月26日，奉军第三旅褚玉璞进驻浦口，12月29日张宗昌部抵达徐州。江苏督办韩国钧命马玉仁驻扬州，“张仁奎驻兵镇江以监视之”。齐燮元为保住权力进行抗争，1925年1月17日第二次江浙战争爆发，奉军和齐燮元军沿龍潭至上海的沪宁铁路一线激战。同年2月3日齐燮元战败
下野。因反对齐燮元，张仁奎部未参战。

### 国民革命军北伐时期（1925-1927）
奉军进抵江苏、安徽，给直系的浙江督办孙传芳造成压力。1925年9月，杨宇霆接任江苏督办，力图肃清江苏的奉系以外的势力，遭陈调元、张仁奎等苏军将领抵制。孙传芳乃于10月5日率浙军分为五路进攻奉军。1925年10月17日，陈调元、白宝山、张仁奎等江苏各师旅长致电段祺瑞及中国军民“响应浙军，会师宁镇，驱逐奉军。”孙传芳、萧耀南、张仁奎等21位将领推吴佩孚任讨贼联军总司令。1925年10月27日，除了原有的五个军外，孙传芳任命江苏、安徽、江西各师、旅长白宝山、马玉仁、张仁奎等为11个军的司令，其中张仁奎任第十军司令。张仁奎率第七十六混成旅和马玉仁的第三师在滁州、蚌埠集结，当时白宝山在海州遭受重创，孙传芳急命张仁奎、郑俊彦等四个混成旅赴海州增援。1925年11月7日，张仁奎、郑俊彦等部自清江浦东进
击败奉军，后自东路进逼徐州。11月8日，孙传芳联军开入徐州。11月中旬，孙传芳联军除留陈调元部守徐州外，其他部队先后回省，张仁奎部回到通海。
1926年北伐开始，孙传芳于1926年8月下旬自江苏、浙江、安徽调兵增援江西。11月上旬，孙传芳丧失了江西战场的主力部队。此后，孙传芳将部队整编为14个师4个独立旅，张仁奎任南通镇守使兼独立旅旅长，但其手下部队多被孙传芳调走。后来，由于不断失败，孙传芳部龟缩于江苏。五省联军李宝章的第九师于1927年春退保南通城，兼通海区戒严司令。该部军纪涣散，并遭张仁奎抵制。1927年5月24日，五省联军第九师向北撤退，随后北伐军第一军第二师（师长刘峙）到达南通。张仁奎在战争期间，着力维持南通地方秩序，北伐军占领南通后结束了军职。

### 青帮前辈（1927-1945）
1923年和1924年之交，张仁奎同专门贩运鸦片的上海潮州帮相互搭上关系。由于此前三鑫公司垄断了上海鸦片市场，潮州帮乃被迫另辟贩运鸦片的新通道，选定长江北岸的启东、海门为拨运站，乃同当地驻军张仁奎部取得了联系。
1927年秋，张仁奎迁居上海海格路范园（今上海华山路1220弄内），成为又一位迁入上海的青帮大字辈人物。“上海39位大字辈，其中38人是从外地移入的。”张仁奎在南通已关山门，关门徒弟是海门警察局长陈楚均，迁居上海后重开山门，先后收的徒弟有阜丰面粉厂厂长孙伯群、上海商业银行总经理兼上海银行业公会会长陈光甫、交通银行总经理钱新之、大业公司总经理李桐村、上海商业银行分行经理徐尔康、中国旅行社总经理陈香涛、中央造币厂厂长韦敬周等。
1930年代初，上海帮会公开组团形成潮流。张仁奎的仁社、杜月笙的恒社、黄金荣的荣社并称青帮三大社团。仁社创立于1931年，成立时以笼络社会中三教九流的人物为目的，张仁奎为社长，并指定理事长、副理事长、常务理事，每年的会员大会在张仁奎的生日时召开，社址设在洛阳路（今延安中路）541号。入社条件规定，入社军人必须为少校以上，官员必须有确定的官职，商人要有一定社会声望。仁社的成员多为中国国民党将领及上海工商界人士，包括蒋鼎文、朱绍良、陈铭枢、黄琪翔、杨虎、孙连仲、韦作民、董显光、陈光甫、钱新之、黄金荣等。其中亦包括早年经友人虞洽卿和黄金荣引见才得以拜见张仁奎的蒋中正，1925年张仁奎六十大寿时，蒋介石亦专程派人赴上海送上一副寿联“军界宿星，帮会元魁”，时人深以为然。坊间传闻经张仁奎推荐，蒋介石才得以获孙中山器重，日后更出任黄埔军校校长这一要职，1933年时任山东省主席的韩复榘召开全省军政会议时军政要员亦皆赴滕县张仁奎长子张殿梁与清末翰林高熙喆之长孙女高氏的婚礼。
张仁奎的徒弟中，黄金荣是青帮中最知名者之一。黄金荣原来并非青帮人士，但冒充青帮，仰仗上海法租界的势力。1922年下半年，黄金荣因殴打卢永祥的儿子卢筱嘉，遭松沪护军使何丰林綁架，囚禁於护军使衙门。张啸林托亲家俞叶封劝卢永祥，杜月笙则访问张仁奎驻沪代表吴昆山托张仁奎求情，黄金荣乃从龙华的护军使署看守所获释。1923年5月，临城劫车案发生，黄金荣奉命营救被劫持的法国籍姚主教（雷狄主教），乃向通海镇守使张仁奎寻求帮助，获张仁奎开具一张通行证，由张仁奎部下吴昆山陪同赴山东临城，最后成功救出了姚主教。为报答张仁奎，黄金荣拜张仁奎为师，乃成为青帮兴武六通字辈成员。后来黄金荣还参加了张仁奎的仁社。1944年张仁奎逝世时，黄金荣总理治丧事宜。
1932年9月，韩复榘同胶东的刘珍年发生武装交火，中国国民党元老丁惟汾建议蒋介石和平解决山东问题，张仁奎也专门赴济南从中劝和，蒋介石又派张钫、蒋伯诚赴山东调停。1936年初，应蒋介石之托，张仁奎再度赴济南，劝韩复榘放弃反对蒋介石，共同抗日。
抗日战争爆发后，张仁奎的仁社会员捐献大量军用物资。日本占领上海后，张仁奎劝说徒弟以国家民族为重，故除个别徒弟如夏奇峰、林柏生等出任汪精卫政权高级官员外，多数徒弟未像张啸林、季云卿那样投靠日本方面。
1934年5月，张仁奎被推选为山东旅沪同乡会会长，随后以会长名义向上海市社会局呈请备案并获批准。1937年11月, 留守沪南的国民革命军第55师以及某警察大队退入上海法租界，被作为缴械华兵临时获得收容。此后，经张仁奎领导山东旅沪同乡会以山东会馆为中转站，并经上海法租界警务处华员协助，这批士兵和警察转赴温州、苏北等地，其中部分还参加了新四军。
1937年中国抗日战争爆发后，张仁奎弟子、“上海青帮三大亨”之一的张啸林投降，淪為漢奸，筹建傀儡政府「浙江省政府」，并拟出任省长，国民党军统遂于征求张仁奎意见后与杜月笙合作制定计划，遣当时在张仁奎家当差的林怀部潜入张啸林家担任保镖，并伺机将其刺杀。惟因国民党军统上海地區负责人陈恭澍否认林怀部为军统杀手，此事至今仍存争议。其后日本军特务亦曾上门骚扰张仁奎，并遣人与张仁奎比试，频频落败后便不再前往，张仁奎也称病闭门不出。
1943年，河南、河北、山西、山东发生大规模旱灾。张仁奎、崔景三等人在山东会馆成立了鲁省急赈委员会，将募捐所得寄给世界红十字会济南分会救济灾民。
1944年12月24日，张仁奎在上海逝世，享年80岁。后来安葬于虹桥公墓N区。1945年4月29日，重庆国民政府在重庆召开悼念会，蒋介石、宋子文、孙科等人分别题写“海岱硕望”、“耆年硕德”、“德音孔昭”等挽帐。1945年10月24日，国民政府发布褒扬令，对其进行褒扬。
|                                          | 张仁奎，早历戎行，夙谙正义，辛亥光复武汉，策动新军，颇著声绩。北伐之际，延备军事咨询，尤多赞助。抗战军兴，滞留淞沪，迭遭敌伪胁诱，节概凛然，不为所屈，卒以忧愤逝世。悼惜良深，应予明令褒扬，用彰忠义，此令。 |
| ——中华民国国民政府，1945年10月24日褒扬令 | |